# خورشیدگرفتگی ۲۴ فوریه ۱۹۳۳
خورشیدگرفتگی ۲۴ فوریه ۱۹۳۳ (به انگلیسی: Solar eclipse of February 24, 1933) یک خورشیدگرفتگی از نوع خورشیدگرفتگی حلقه‌ای است. این خورشیدگرفتگی در تاریخ ۲۴ فوریه ۱۹۳۳ میلادی (‎۵ اسفند ۱۳۱۱ خورشیدی) روی داد که زمان اوج آن، ساعت ۱۲:۴۶:۳۹ به‌وقت ساعت هماهنگ جهانی بوده‌است. مدت زمان و طول این خورشیدگرفتگی ۱ دقیقه و ۳۲ ثانیه بود.